# Micheldorf in Oberösterreich
Micheldorf in Oberösterreich osztrák mezőváros Felső-Ausztria Kirchdorf an der Krems-i járásában. 2019 januárjában 5888 lakosa volt. 

## Elhelyezkedése

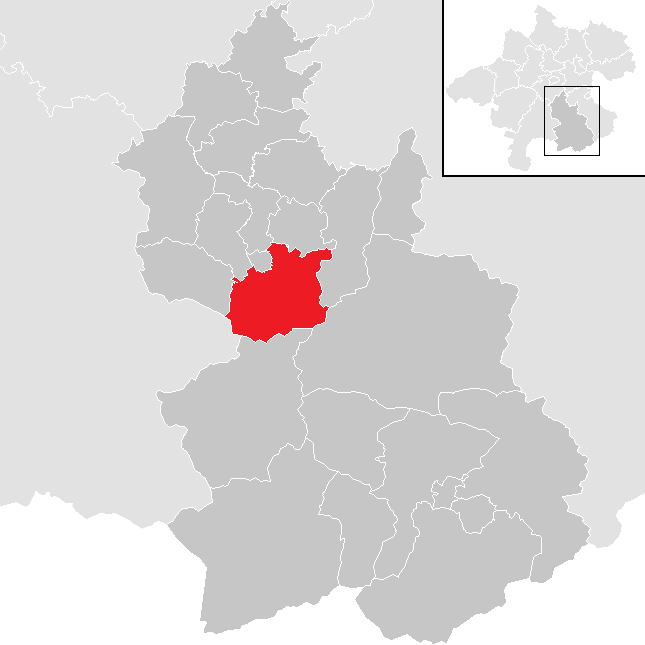
Micheldorf in Oberösterreich a Kirchdorf an der Krems-i járásban

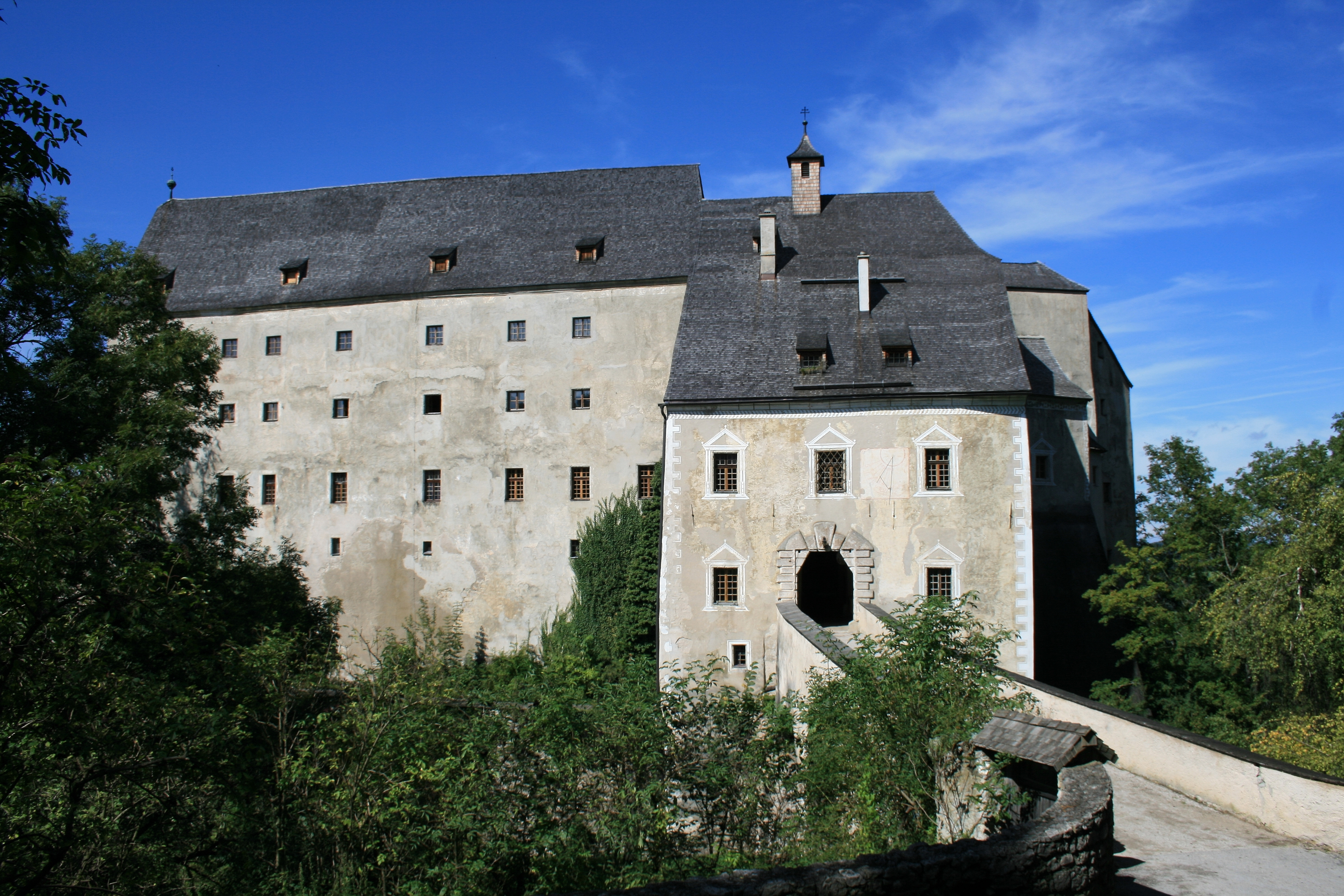
Altpernstein vára

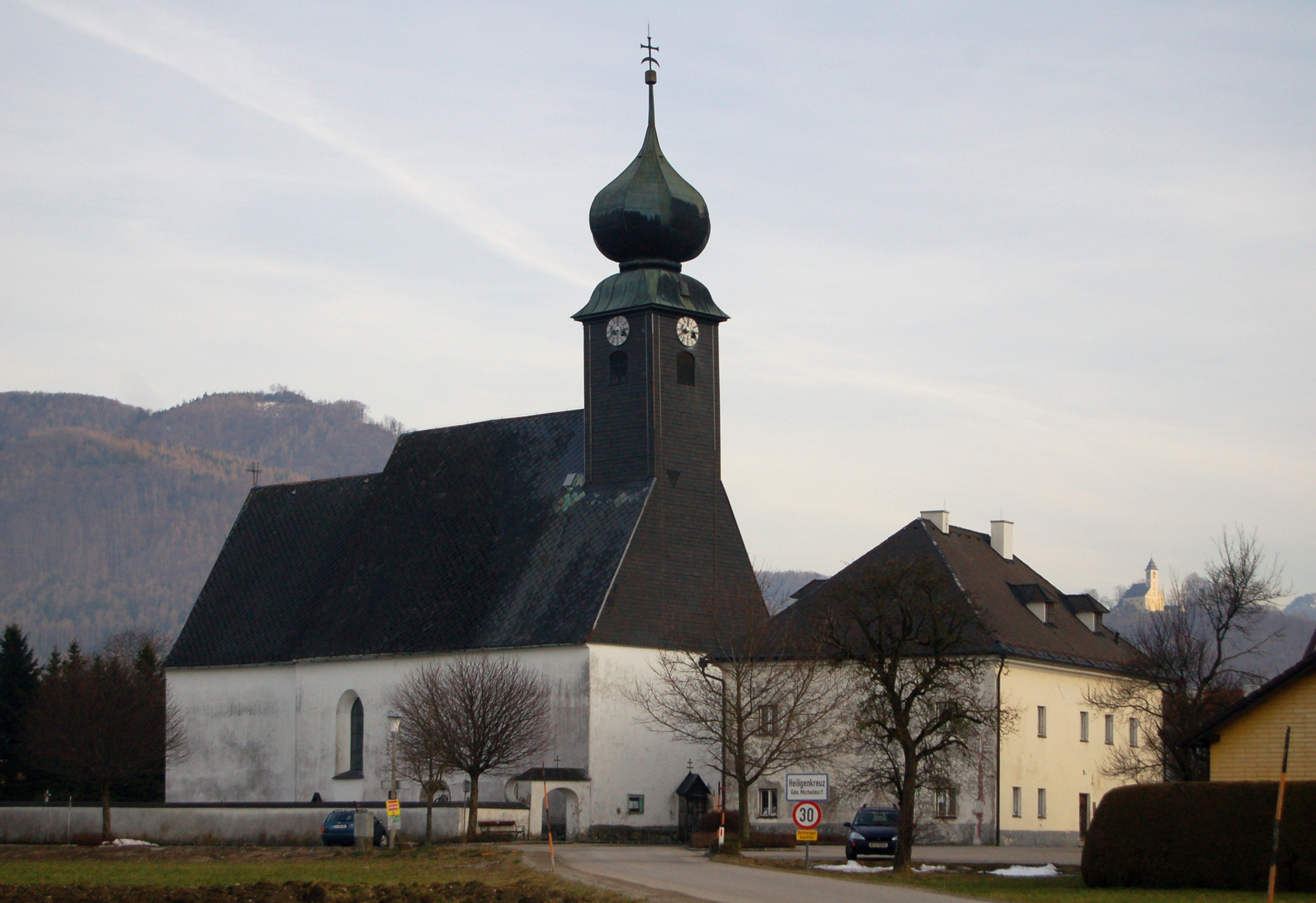
A Szent kereszt felmagasztalása-plébániatemplom

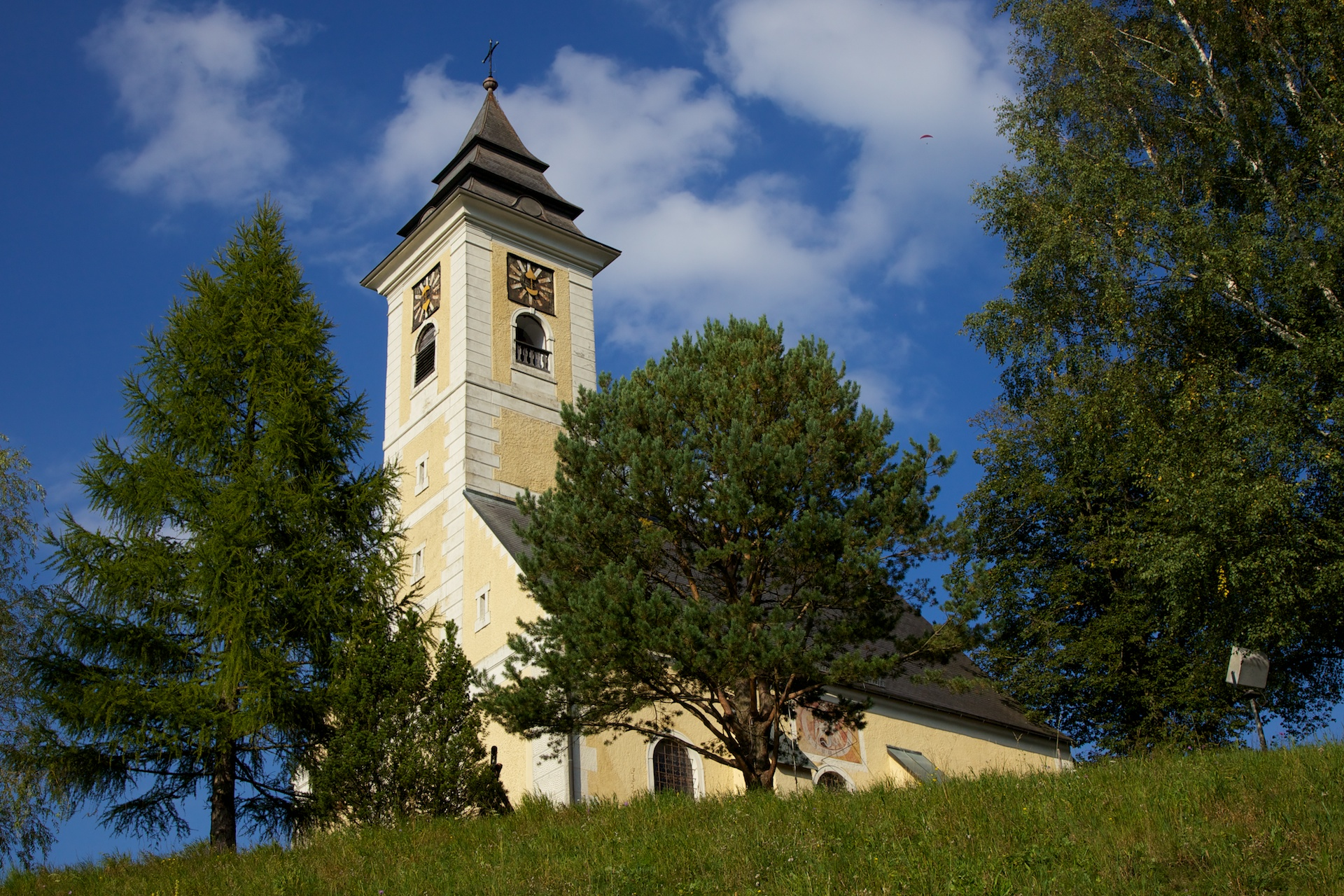
A Georgenberg kápolnája

Micheldorf in Oberösterreich Felső-Ausztria Traunviertel régiójában fekszik a Krems folyó (amelynek itt található a forrása) mentén. Legmagasabb pontja a Kremsmauer (1604 m). Területének 50,5%-a erdő és 38,1% áll mezőgazdasági művelés alatt. Az önkormányzat 2011-ig 20 településrészt, illetve falut egyesített, amelyet akkor egyetlen településsé (illetve három katasztrális községgé: Mittermicheldorf, Obermicheldorf és Untermicheldorf) vontak össze. 
A környező önkormányzatok: nyugatra Steinbach am Ziehberg, északnyugatra Inzersdorf im Kremstal, északra Schlierbach és Kirchdorf an der Krems, északkeletre Oberschlierbach, keletre Grünburg, délkeletre Molln, délre Klaus an der Pyhrnbahn, délnyugatra Grünau im Almtal.

## Története
A Krems völgyének végében elhelyezkedő Micheldorf már az ős- és újkőkorban is lakott volt és az utóbbi négyezer évben kimutatható a települési folytonosság. A bronzkor végén illírek építettek a Georgenbergen egy kettős fallal védett települést, majd i.e. 400 körül kelták érkeztek a térségbe, akik idővel megalapították Noricum nevű királyságukat. A római időkben erre haladt az Ovilavába (mai Wels) vezető út és Micheldorf helyén egy Tutatio (Teutates kelta isten után, akinek szentélye volt a Georgenbergen) nevű pihenőállomást létesítettek. A népvándorlás végén szlávok, majd bajorok telepedtek meg a régióban.  
A település első írásos említése 1110-ből származik Michilindorf néven. Pernstein vára először 1179-ben szerepel a forrásokban. A 14-15. századokban előbb a szomszédos Kirchdorf, majd Micheldorf is kaszakovácsairól vált ismertté. 1594 körül a helyi Konrad Eisvogel vízkerékkel hajtott kalapácsot szerkesztett, melynek köszönhetően a korábbi néhány kasza helyett naponta 70-et tudott készíteni, magasabb minőségben. A falu hamarosan az ipar egyik központjává vált, a Krems mentén néhány kilométeren belül 14 kaszakovács-műhely sorakozott. A prosperáló üzemek Felső- és Alsó-Ausztriába, valamint Stájerországba is szállítottak szerszámokat. A 19. századi iparosodás és a régi céhrendszer megszűnése aztán fokozatosan tönkretette a helyi gyártókat. 
Az első világháború utáni gazdasági válság idején 1920-ban Micheldorfban ideiglenesen helyi pénzt vezettek be, rajta Altpernstein várának és egy kaszakovács-műhelynek a képével. Miután a Német Birodalom 1938-ban annektálta Ausztriát, Micheldorf az Oberdonaui gau része lett; 1945 után ismét Felső-Ausztriához sorolták. 1951-ben a település felvette a Micheldorf in Oberösterreich nevet. 1966-ban bezárt az utolsó kaszaüzem is. 1996-ban a tartományi kormányzat a községet mezővárosi rangra emelte.

## Lakosság
A Micheldorf in Oberösterreich-i önkormányzat területén 2019 januárjában 5888 fő élt. A lakosságszám 1939 óta gyarapodó tendenciát mutat. 2017-ben a helybeliek 90,5%-a volt osztrák állampolgár; a külföldiek közül 1,6% a régi (2004 előtti), 2,5% az új EU-tagállamokból érkezett. 4,3% a volt Jugoszlávia (Szlovénia és Horvátország nélkül) vagy Törökország, 1,2% egyéb országok polgára volt. 2001-ben a lakosok 81,9%-a római katolikusnak, 3,8% evangélikusnak, 2,2% ortodoxnak, 3,4% mohamedánnak, 7,6% pedig felekezeten kívülinek vallotta magát. Ugyanekkor a legnagyobb nemzetiségi csoportokat a német (93%) mellett a szerbek (2,5%), a horvátok (1,4%) és a törökök (1,3%) alkották.
A lakosság számának változása:

| 2018 | 5 854 |

## Látnivalók
- Altpernstein vára
- Georgenberg kelta régészeti helyeivel és Szt. György-kápolnájával
- az 1534-ben épült, késő gótikus Szent kereszt felmagasztalása-plébániatemplom Heligenkreuzban
- a felső-ausztriai kaszakovács-múzeum

## Fordítás
- Ez a szócikk részben vagy egészben  a   Micheldorf in Oberösterreich című német Wikipédia-szócikk ezen változatának fordításán alapul.  Az eredeti cikk szerkesztőit annak laptörténete sorolja fel. Ez a jelzés csupán a megfogalmazás eredetét és a szerzői jogokat jelzi, nem szolgál a cikkben szereplő információk forrásmegjelöléseként.